# Rhododendron leptomorphum
Rhododendron leptomorphum är en ljungväxtart som beskrevs av Herman Otto Sleumer. Rhododendron leptomorphum ingår i släktet rododendron, och familjen ljungväxter. Inga underarter finns listade i Catalogue of Life.